# 马来半岛

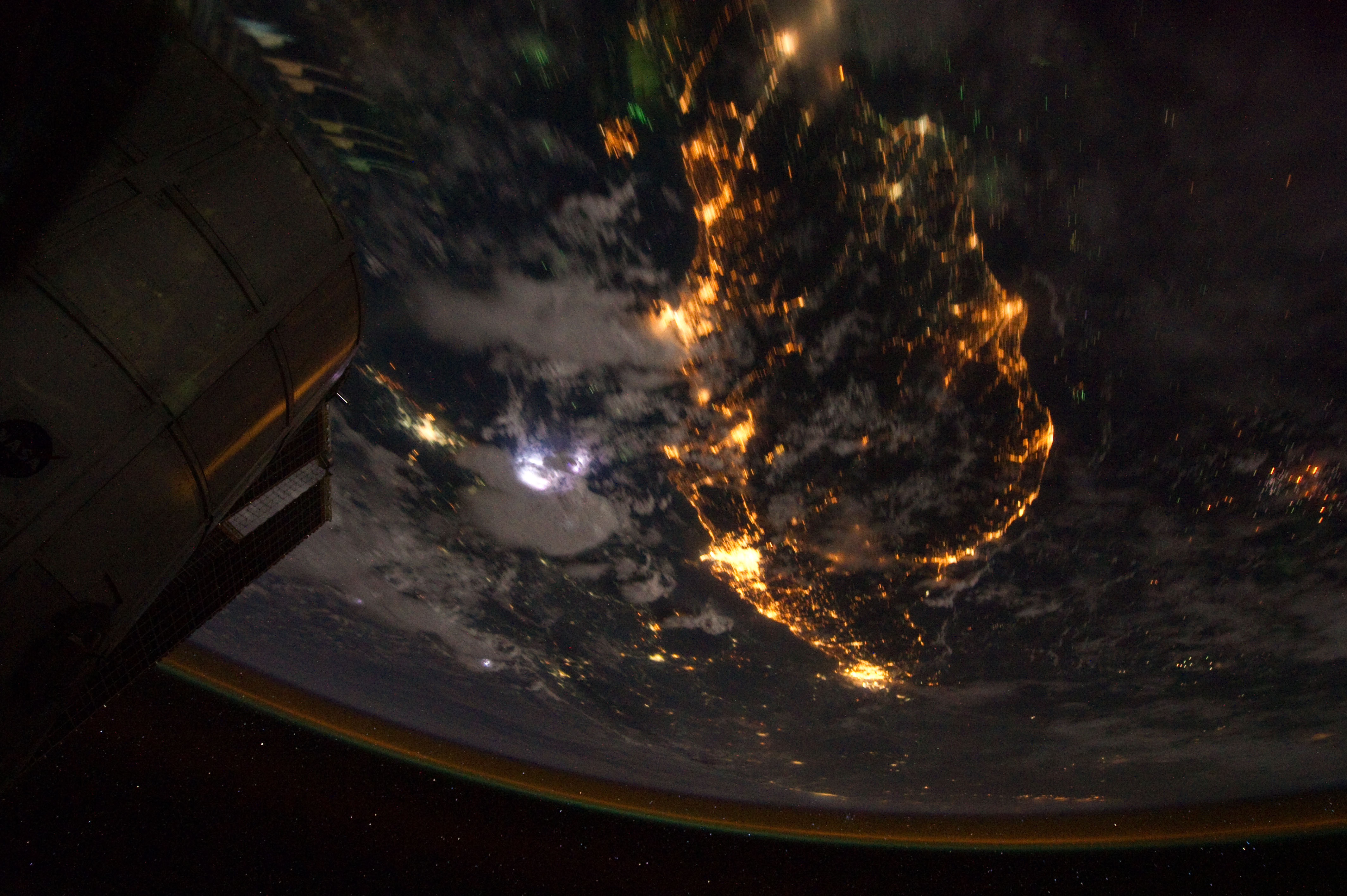
国际空间站遠征28的隊員所拍摄的马来半岛夜景

7°00′N 100°00′E / 7.000°N 100.000°E
马来半岛（英語：Malay Peninsula）位于亚洲大陆最南端，是東南亞中南半岛的一個主要半岛，与苏门答腊岛隔着马六甲海峡，是为太平洋和印度洋的分界线。
半島走向大致從北至南，最狹窄之處在克拉地峽，它在第二次世界大戰時是當地的一個要塞。蒂迪旺沙山脈構成了半島的主體。
半岛范围内有3个国家的领土：
- 马来西亚领土位于半岛南部，这部分又称为马来西亚半岛、马来亚或西马来西亚（西马）；
- 缅甸领土位于半岛西北部，这部分也是该国领土的最南部；
- 泰国领土位于半岛中部和东北部，这部分也是该国领土的最南部。

環繞半島大陆的水體從東北起，按順時針順序分別為：暹羅灣、南中國海（與廖内群岛、汶萊、東馬來西亞（東馬）相對）、柔佛海峡（與新加坡和廖內群島相對）、馬六甲海峽（與蘇門答臘相對）及安達曼海。